# Jan Magnussen
Jan Ellegaard Magnussen (Roskilde, Danska, 4. srpnja 1973.) je danski vozač automobilističkih utrka i otac Kevina Magnussena. Godine 1995. osvojio je titulu viceprvaka u International Touring Car Championship prvenstvu. U Formuli 1 je nastupao 1995. za McLaren, te 1997. i 1998. za Stewart, a najbolji rezultat mu je 6. mjesto na Velikoj nagradi Kanade 1998. Od 1999. do 2020. je nastupao na svim utrkama 24 sata Le Mansa, a četiri puta je pobjeđivao u svojoj klasi. Od 2005. do 2019. nastupao je na utrkama 24 sata Daytone, a pobjedu u svojoj klasi ostvario je 2015. Godine 2017. i 2018. osvojio je naslov u WeatherTech SportsCar prvenstvu za momčad Corvette Racing u klasi GTLM.

## Vanjske poveznice
- Jan Magnussen - Driver Database
- Jan Magnussen - Stats F1
- Jan Magnussen - Racing Sport Cars